# Shuakhevi
Shuakhevi (in georgiano შუახევი) è un comune della Georgia, situato nella regione dell'Agiaria.